# Takumi Miyayoshi
Takumi Miyayoshi (宮吉 拓実, Miyayoshi Takumi) est un footballeur japonais né le 7 août 1992. Il évolue au poste d'attaquant.

## Biographie
Avec l'équipe du Japon des moins de 17 ans, il participe à la Coupe du monde des moins de 17 ans en 2009. Lors du mondial junior, il joue deux matchs : contre la Suisse, et le Mexique. Il inscrit un doublé contre la Suisse.
Avec l'équipe du Sanfrecce Hiroshima, il participe à la Ligue des champions d'Asie en 2016. Lors de cette compétition, il inscrit un but sur la pelouse de l'équipe thaïlandaise de Buriram United.

## Palmarès
- Finaliste de la Coupe du Japon en 2011 avec le Kyoto Sanga